# Retrato de Napoleón en su gabinete de trabajo
Retrato de Napoleón en su gabinete de trabajo (en francés: Napoléon dans son bureau) es una obra de Jacques-Louis David, pintor oficial de Napoleón Bonaparte de la que hay dos versiones. La original, que data de 1812, es la que se conserva en la Galería Nacional de Arte de Washington D. C. Se trata de una pintura al óleo que mide 204 centímetros de alto y 125 de ancho. Hay otra versión en el Palacio de Versalles, Francia.
Fue un encargo privado del noble escocés y admirador de Napoleón, Alexander Hamilton, décimo duque de Hamilton en 1811 y completado en 1812. Originalmente exhibido en el Hamilton Palace, fue vendido a Archivald Primrose, quinto conde de Rosebery en 1882, de quien fue comprado por la fundación Samuel H. Kress en 1954, que lo depositó en la Galería Nacional de Washington
Jacques-Louis David era el pintor oficial de la corte de Napoleón (peintre de l'Empereur) desde 1804, año de su coronación, lo cual representó en La coronación de Napoleón (1804). Anteriormente, le había pintado como un héroe legendario, comparable a Aníbal o Carlomagno, en su Napoleón cruzando los Alpes (1799). 
Este retrato de 1812, sin embargo, año de la primera derrota de Napoleón en el frente ruso, presenta a Bonaparte de manera menos heroica y solemne. Y no logra transmitir la sensación de seguridad en sí mismo que, como retrato oficial, debió pretender. 
En formato vertical, de pie y a tamaño natural, en efecto, aparece en su estudio o gabinete, rodeado por muebles de estilo imperio. Tiene 43 años, su rostro está abotargado y pálido y la mirada melancólica. La postura es ligeramente encorvada, el cuerpo parece haber perdido la forma.
Su uniforme es el de coronel de granaderos de infantería de la Guardia Imperial (azul con apliques blancos y puños rojos). También luce las condecoraciones de la Legión de Honor y la Orden de la Corona de Hierro, junto con charreteras doradas, calzones blancos de estilo francés y medias también blancas.
Apilados sobre el escritorio hay varios libros, expedientes y papeles enrollados y una pluma. Más papeles enrollados y un mapa descansan en el suelo sobre la alfombra verde a la izquierda del escritorio, en ellos se encuentra la firma del pintor: LVD DAVID OPVS 1812. Todo esto, junto con los puños desabrochados de Napoleón, las medias arrugadas, el cabello despeinado, las velas parpadeantes casi consumidas de la lámpara y la hora en el reloj (4:13 a. m.) sirven para indicar que el emperador ha pasado la noche despierto, escribiendo leyes como el Código Napoleónico, la palabra "Código" destaca en los papeles enrollados sobre el escritorio. Esto pretende mostrar su estatus de civil más que el heroico o militar, aunque la espada en el reposabrazos de la silla todavía se refiere a sus éxitos militares. Las flores de lis y las abejas heráldicas también implican la estabilidad y dedicación de la dinastía imperial.